# Finnish International 2005
Die Finnish International 2005 fanden vom 31. März bis zum 3. April 2005 in Helsinki statt. Es war die neunte Austragung dieser internationalen Meisterschaften von Finnland im Badminton.

## Medaillengewinner
| Disziplin    | Gold                                 | Silber                                   | Bronze                            |
| ------------ | ------------------------------------ | ---------------------------------------- | --------------------------------- |
| Herreneinzel | Joachim Persson                      | Przemysław Wacha                         | Yuichi Ikeda                      |
| Herreneinzel | Joachim Persson                      | Przemysław Wacha                         | Nathan Rice                       |
| Dameneinzel  | Susan Hughes                         | Yuan Wemyss                              | Jill Pittard                      |
| Dameneinzel  | Susan Hughes                         | Yuan Wemyss                              | Kati Tolmoff                      |
| Herrendoppel | Henrik Andersson Fredrik Bergström   | Michał Łogosz Robert Mateusiak           | Petri Hyyryläinen Tuomas Karhula  |
| Herrendoppel | Henrik Andersson Fredrik Bergström   | Michał Łogosz Robert Mateusiak           | Kristof Hopp Ingo Kindervater     |
| Damendoppel  | Sandra Marinello Kathrin Piotrowski  | Brenda Beenhakker Paulien van Dooremalen | Rebecca Bellingham Rachel Hindley |
| Damendoppel  | Sandra Marinello Kathrin Piotrowski  | Brenda Beenhakker Paulien van Dooremalen | Nina Weckström Anu Weckström      |
| Mixed        | Robert Mateusiak Nadieżda Kostiuczyk | Jochen Cassel Birgit Overzier            | Fredrik Bergström Johanna Persson |
| Mixed        | Robert Mateusiak Nadieżda Kostiuczyk | Jochen Cassel Birgit Overzier            | Michał Łogosz Kamila Augustyn     |